# Nili
Nili es la capital de la Provincia de Daikondi en Afganistán. La ciudad se encuentra a 2.022 m s. n. m. de altitud y posee un pequeño aeropuerto con pista de gravilla y una estación de radio comercial. Las condiciones climáticas en invierno son severas y los caminos son complicados. Debido a la inaccesibilidad geográfica y agudos problemas de seguridad, no fue hasta abril de 2007 que la ONU abrió una oficina de la Misión de Asistencia de la ONU en Afganistán en Nili. En diciembre de 2008, Azra Jafari fue nombrada por el presidente Karzai como alcalde de Nili, convirtiéndose así en la primera mujer alcalde de Afganistán.
- Datos: Q3241119
- Multimedia: Nili, Afghanistan / Q3241119